# Tenis ziemny na Letniej Uniwersjadzie 2015
Tenis ziemny na Letniej Uniwersjadzie 2015 – turniej tenisowy, który był rozgrywany w dniach 4–12 lipca 2015 roku podczas uniwersjady w Gwangju. Tenisiści rywalizowali w siedmiu konkurencjach: singlu i deblu mężczyzn oraz kobiet, mikście, a także grze drużynowej. W zawodach wzięło udział 186 zawodników.

## Medaliści
Poczet medalistów zawodów tenisowych podczas Letniej Uniwersjady 2015.
| Konkurencja             | Złoty medal                                                                     | Srebrny medal                                                                      | Brązowy medal                                                                |
| gra pojedyncza kobiet   | Chang Kai-chen                                                                  | Luksika Kumkhum                                                                    | Beatrice Gumulya Varatchaya Wongteanchai                                     |
| gra pojedyncza mężczyzn | Chung Hyeon                                                                     | Asłan Karacew                                                                      | Yang Tsung-hua Lucas Poullain                                                |
| gra podwójna kobiet     | Han Na-lae Lee So-ra                                                            | Hsu Chieh-yu Lee Ya-hsuan                                                          | Erina Hayashi Aiko Yoshitomi Noppawan Lertcheewakarn Varatchaya Wongteanchai |
| gra podwójna mężczyzn   | Joe Salisbury Darren Walsh                                                      | Chung Hyeon Nam Ji-sung                                                            | Lee Hsin-han Peng Hsien-yin Shintaro Imai Kaito Uesugi                       |
| gra mieszana            | Lidzija Marozawa Andrej Wasileuski                                              | Alexandra Walker Darren Walsh                                                      | Chang Kai-chen Peng Hsien-yin Wieronika Kudiermietowa Asłan Karacew          |
| gra drużynowa kobiet    | Chińskie Tajpej · Chang Kai-chen · Hsu Chieh-yu · Hsieh Shu-ying · Lee Ya-hsuan | Tajlandia · Varatchaya Wongteanchai · Noppawan Lertcheewakarn · Luksika Kumkhum    | Korea Południowa · Jang Su-jeong · Han Na-lae · Lee So-ra                    |
| gra drużynowa mężczyzn  | Korea Południowa · Chung Hyeon · Chung Hong · Lee Jea-moon · Nam Ji-sung        | Chińskie Tajpej · Lee Hsin-han · Peng Hsien-yin · Huang Liang-chi · Yang Tsung-hua | Rosja · Asłan Karacew · Jewgienij Tiurniew                                   |

### Tabela medalowa
Klasyfikacja medalowa zawodów tenisowych podczas Letniej Uniwersjady 2015.
| Miejsce | Państwo          | Złoto | Srebro | Brąz | Razem |
| ------- | ---------------- | ----- | ------ | ---- | ----- |
| 1.      | Korea Południowa | 3     | 1      | 1    | 5     |
| 2.      | Chińskie Tajpej  | 2     | 2      | 3    | 7     |
| 3.      | Wielka Brytania  | 1     | 1      | 0    | 2     |
| 4.      | Białoruś         | 1     | 0      | 0    | 1     |
| 5.      | Tajlandia        | 0     | 2      | 2    | 4     |
| 6.      | Rosja            | 0     | 1      | 2    | 3     |
| 7.      | Japonia          | 0     | 0      | 2    | 2     |
| 8.      | Francja          | 0     | 0      | 1    | 1     |
| 8.      | Indonezja        | 0     | 0      | 1    | 1     |
|         | Razem            | 7     | 7      | 12   | 26    |